# Великие Горы
Великие Горы (укр. Великі Гори) — село в Ивано-Франковской поселковой общине Яворовского района Львовской области Украины.
Население по переписи 2001 года составляло 110 человек. Занимает площадь 2,41 км². Почтовый индекс — 81080. Телефонный код — 3259.